# Bedous
Bedous – miejscowość i gmina we Francji, w regionie Nowa Akwitania, w departamencie Pireneje Atlantyckie.
Według danych na rok 1990 gminę zamieszkiwały 554 osoby, a gęstość zaludnienia wynosiła 48 osób/km² (wśród 2290 gmin Akwitanii Bedous plasuje się na 673. miejscu pod względem liczby ludności, natomiast pod względem powierzchni na miejscu 964.).